# Ectropis marmorata
Ectropis marmorata är en fjärilsart som beskrevs av Moore 1867. Ectropis marmorata ingår i släktet Ectropis och familjen mätare. Inga underarter finns listade i Catalogue of Life.